# Tales of Kenzera: Zau
Tales of Kenzera: Zau (deutsch: Geschichten von Kenzera: Zau) ist ein Metroidvania-Videospiel aus dem Jahr 2024, das von Surgent Studios entwickelt und von Electronic Arts unter dem Label EA Originals veröffentlicht wurde. Das Spiel wurde am 23. April 2024 für Nintendo Switch, PlayStation 5, Windows und Xbox Series X/S veröffentlicht. Bei seiner Veröffentlichung erhielt es positive Bewertungen von Kritikern.

## Handlung
Tales of Kenzera: Zau erzählt die Geschichte eines jungen Schamanen namens Zau, der die Geister dreier Monster als Opfergabe für Kalunga, den Gott des Todes, einfangen muss. Dieser hat versprochen, seinen Vater wiederzubeleben.

## Spielmechanik
Zau ist sehr athletisch und kann Doppelsprünge und Wandsprünge ausführen sowie durch die Luft preschen. Zau ist mit zwei Waffen ausgestattet: der Sonnenmaske und der Mondmaske. Mit der Sonnenmaske kann Zau im Nahkampf Schaden anrichten, während er mit der Mondmaske seine Gegner aus der Ferne angreifen kann. Beide Masken haben ihre eigenen Upgrade-Pfade. Wenn die Spieler Feinde besiegen, sammeln sie „Ulogi“, eine Form von Seelenenergie, mit der sie neue Fähigkeiten für Zau kaufen können. Tales of Kenzera ist ein 2,5D-Metroidvania-Spiel. Die Spieler erlangen nach und nach neue Fähigkeiten, mit denen sie neue Pfade freischalten können.

## Entwicklung und Veröffentlichung
Abubakar Salim, der vor allem als Synchronsprecher von Bayek in Assassin’s Creed Origins bekannt ist, ist der kreative Kopf des Spiels. Er gründete 2019 die Surgent Studios; Tales of Kenzera: Zau ist das Debütprojekt des Studios. Tales of Kenzera wurde von Salims eigenen Erfahrungen mit der Trauer über den Verlust seines Vaters inspiriert. Das Spiel wurde stark von Bantu-Kulturen und Salims eigenen Erfahrungen mit Stammesgruppen während der Dreharbeiten zu Raised by Wolves in Südafrika inspiriert. Die Geschichte wurde auch von Pen-&-Paper-Rollenspielen inspiriert, wobei Critical Role Productions die Entwicklung des Spiels unterstützte. Nainita Desai arbeitete als Komponist für das Spiel. Salim beschrieb die Soundtracks des Spiels als eine Mischung aus Synthesizern, elektrischen Klängen und traditioneller afrikanischer Musik und verglich sie mit der Musik von Black Panther und Tenet.
Surgent Studios (damals als Silver Rain Games bekannt) gab bekannt, dass es im März 2021 eine Partnerschaft mit dem Publisher Electronic Arts für die Entwicklung eines neuen Spiels eingegangen war. Tales of Kenzera: Zau wurde von Salim bei den Game Awards 2023 im Dezember 2023 offiziell angekündigt. Es wurde am 23. April 2024 für Nintendo Switch, PlayStation 5, Windows und Xbox Series X/S unter dem Label EA Originals veröffentlicht.

## Rezeption
Tales of Kenzera: Zau erhielt von den Kritikern „allgemein positive“ Bewertungen, mit einer durchschnittlichen Punktzahl von 76/100 laut der Bewertungs-Website Metacritic. Im Juli 2024 entließ Surgent Studios „etwas mehr als ein Dutzend“ Mitarbeiter.